# Stefan Dotzler
Stefan Dotzler (né le 10 décembre 1960 à Munich) est un ancien fondeur allemand.